# مسلمو غوان
مسلمو غوان هو مجتمع مسلم يشكل أقلية في ولاية غوا الساحلية الهندية الغربية. وهم من مواطني غوا الاصليين، على عكس المهاجرين المسلمين الذين أتوا من ولاية كارناتاكا. ويشار إليهم عادة باسم موير (الكونكانية: मैर) من قبل الغوان الكاثوليك والهندوس. وموير كلمة مشتقة من الكلمة البرتغالية مور (موروس) (حيث كان الإسبان يسمون المسلمين في الأندلس وشمال أفريقيا بالمورو).